# 本田良寛
本田良寛（ほんだ よしひろ、1925年〈大正14年〉2月27日 - 1985年〈昭和60年〉7月1日)は、昭和後期の医師。日雇い労働者への奉仕的な医療で「釜ヶ崎の赤ひげ」「西成の赤ひげ」と呼ばれた。

## 略歴
大阪府大阪市城東区鴫野西の開業医の家に生まれる。大阪偕行社附属小学校（現・追手門学院小学校）、大阪府立八尾中学校（修業5年間の旧制中学校、現・大阪府立八尾高等学校）を経て、徳島医学専門学校（旧制医学専門学校）に入学。太平洋戦争の戦災の設備不良で徳島医専が廃校となったため、大阪市立医学専門学校（現・大阪市立大学の医学部の源流）に編入し卒業。父の開業医を継ぐ。
1963年（昭和38年）大阪市西成区萩之茶屋の大阪府済生会今宮診療所の所長に就任。釜ヶ崎あいりん地区で医療活動を始める。1970年に診療所があいりん総合センター内の大阪社会医療センター付属病院として発足することとなり、父親の代から40年間続いた医院を閉めて、センター附属病院の院長に専念した。1985年（昭和60年）死去、享年60。

## 人物
府立八尾中1年生で落第。喧嘩だらけで“始末書のレコードホルダー”と呼ばれるが、5年生の時に担任教諭から「お前は頭が悪いのではない。勉強せんからあかんのや。今からでも遅うない。」と発破をかけられて発奮。徳島医専に合格した。
開業後、医師会の活動で公衆衛生や社会医学に開眼。自宅から徒歩10分の距離にある大阪城の東側の地区で、開高健の小説『日本三文オペラ』にも登場する「アパッチ部落」で約10年間の医療奉仕を続け、住民と交流した結果、不法占拠された集落の解散にこぎつけた。
1963年（昭和38年）から釜ヶ崎あいりん地区の日雇い労働者の医療に尽くし続け、「赤ひげ先生」と呼ばれたり、生涯寺を持たず庶民に信頼された僧侶の良寛に姿を重ねて「りょうかん先生」と慕われたりした。
「ある時払いの催促なし」を実践して、自らの医院を閉じてまで社会医療に打ち込んだ様子は、1964年（昭和39年）11月1日から6年半、NHK（日本放送協会）テレビの番組『ある人生 良寛先生』として放送された。

## 著書
- 『にっぽん釜ケ崎診療所』（朝日新聞社、1966年）
- 『釜ケ崎かて明日がある　ケンカ医者の世直し論理』（日新報道、1972年）

## 受賞歴
- 1966年（昭和41年） - 大阪文化賞
- 1980年（昭和55年） - 吉川英治文化賞